# Мунхийн Реп
Мунхийн реп (Munhiin rap; Мөнхийн Реп) — популярний монгольський гурт у жанрі реп та хіп-хоп. Творчий процес гурту тривав у 2007-2016 роках.

## Тематика
Треки носять переважно романтичний характер і присвячені відносинам між хлопцем і дівчиною. Пісня Hojimdson uhaaral присвячена батькові а перший трек Mongol Ger має національний характер.
Залишаючись одним з найпопулярніших гуртів у Монголії група отримала нове дихання у 2015 з відкриттям YouTube каналу але згодом завершила активність та припинила своє існування.

## Дискографія
- Mongol Ger (2007)
- Ene hair baij (2008)
- Hojimdson uhaaral (2010)
- You & me (2010)
- Nadaas chamd (2012)
- Zuulun gunig (2013)
- MUNKHIIN US (2014)
- Heleg ug (2015)
- Chi (2016)
- Ineegech (2016)